# Dom Buddenbrooków

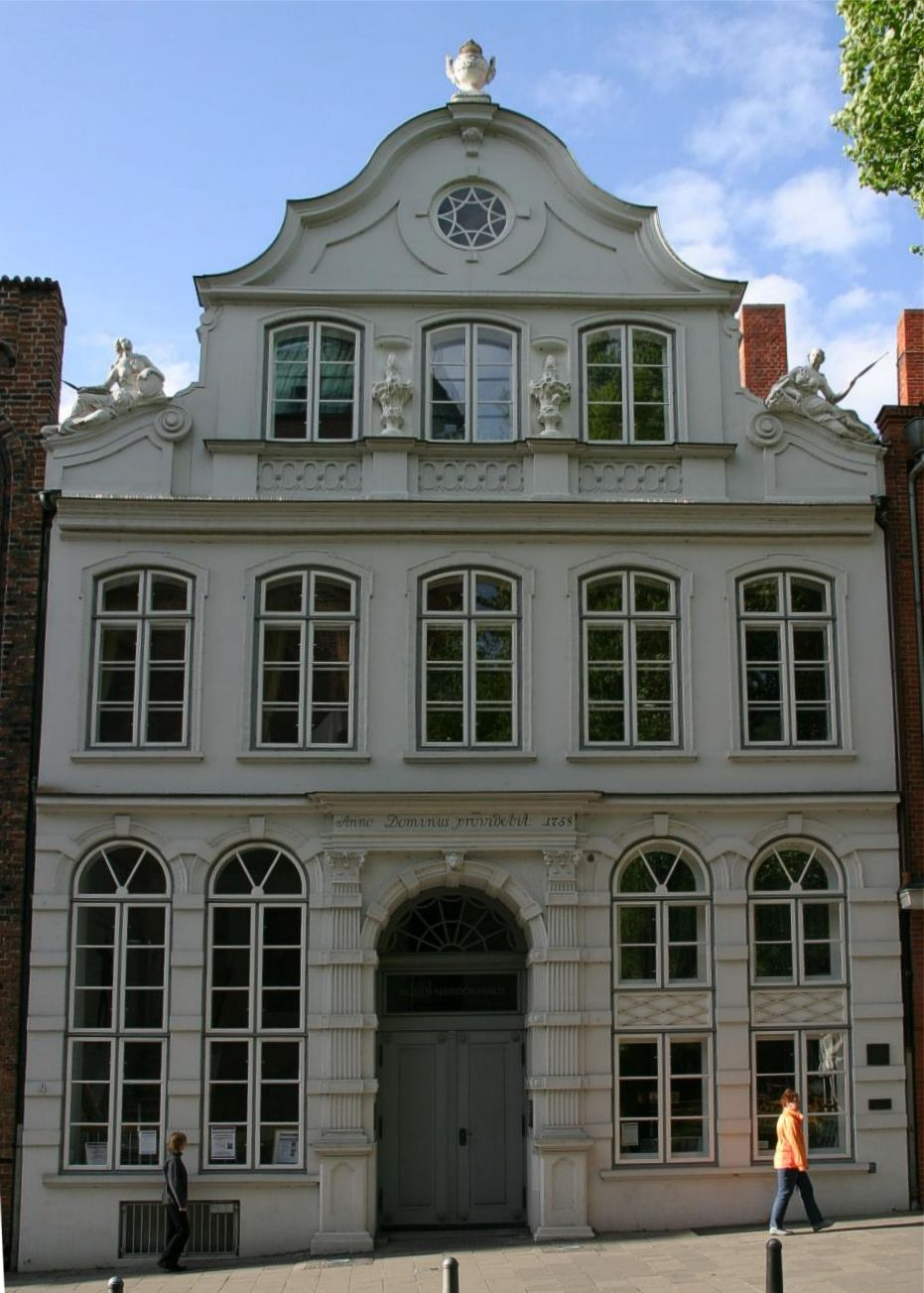
Dom Buddenbrooków

Dom Buddenbrooków (niem. Buddenbrookhaus) – kamienica przy Mengstraße 4 w Lubece, znana z powieści Tomasza Manna pt. Buddenbrookowie.
Od 1989 jeden z obiektów Fundacji Kultury Hanzeatyckiego Miasta Lubeki (niem. Kulturstiftung Hansestadt Lübeck). W 1993 otwarto tu Centrum Henryka i Tomasza Mannów. Swoje siedziby mają tu następujące organizacje: Towarzystwa Pomocy Buddenbrookhaus (niem. Förderverein Buddenbrookhaus), Niemieckiego Stowarzyszenia im. Tomasza Manna (niem. Deutsche Thomas-Mann Gesellschaft), Stowarzyszenia im. Henryka Manna (niem. Heinrich-Mann Gesellschaft) oraz Stowarzyszenia im. Ericha Mühsama (niem. Erich Mühsam-Gesellschaft). W budynku znajduje się również muzeum pokazujące dwie wystawy stałe: “Buddenbrookowie – powieść stulecia” oraz “Mannowie – rodzina pisarzy”.

## Historia
Dom przy Mengstraße 4 stoi naprzeciwko Kościoła Mariackiego. Pierwszy zapis własności parceli przy Mengstraße 4 znajduje się w lubeckich księgach miejskich z roku 1289. Zanotowano tam, że dom na tej parceli należy do Arnoldusa Calvusa. Do 1537 posesja miała 12 właścicieli, głównie kupców, czasami radców miejskich, burmistrzów, lub ich krewnych. Później nieruchomość tę nabył Hermann von Dorne. Dom pozostał w rodzinie von Dorne przez następne 170 lat, aż do roku 1706.

### Rodzina Crollów
W 1758 właścicielem posesji został Johann Michael Croll, który zbudował tu nowy dom. Nad portalem zachowała się łacińska inskrypcja Dominus providebit (pol. Pan zapewni). Dom Crolla miał ok. 12 m szerokości i 50 m długości. Na terenie posesji znajdowały się: budynek główny z dobudowanym skrzydłem wschodnim, domek ogrodowy oraz magazyn. Dom posiadał również przejście do Beckergrube (ulicy z tyłu posesji), tak że można było do niego wejść z dwóch stron.
Fasadę domu zdobiły umiejscowione poniżej szczytu figury symbolizujące “Czas” (po lewej stronie) oraz “Dobrobyt” (po prawej stronie). W budynku frontowym znajdował się skład kupiecki. Na parterze ulokowana była kuchnia z zejściem do piwnicy. Służba mieszkała w małych pomieszczeniach nad kuchnią albo pod schodami, które prowadziły do części reprezentacyjnej domu. Poddasze służyło jako schowek. Część mieszkalna znajdowała się w skrzydle wschodnim. Przestrzeń pomiędzy skrzydłem a murem sąsiedniego domu wypełniał podwórzec, za którym był ogród. Na końcu ogrodu stał dom ogrodowy, za którym mieścił się kolejny podwórzec z magazynem.
Johann Wilhelm Croll (1753-1807) przejął firmę po śmierci ojca w 1777 i zamieszkał w domu rodzinnym z żoną oraz siedmiorgiem dzieci. Z synów Crolla przeżył jedynie Johannes (1798-1847), który przejął później prowadzenie przedsiębiorstwa. W latach 1822–1824 zlecił renowację domu renomowanemu duńskiemu architektowi Josephowi Christianowi Lillie (1760-1827). Lillie był przedstawicielem kopenhaskiego klasycyzmu. Na początku XIX w. wykonywał wiele prac architektonicznych i budowlanych dla bogatych obywateli Lubeki.

### Rodzina Mannów
W 1842 Johannes Croll sprzedał dom Johannowi Siegmundowi Mannowi (1797-1863). W styczniu 1863 prowadzenie rodzinnego przedsiębiorstwa handlowego Mannów przejął Thomas Johann Heinrich Mann (1840-1891), który przeniósł siedzibę firmy na Beckergrube 52, do swojego nowo wybudowanego domu. W domu przy Mengstraße mieszkali nadal jego rodzice, a dziadkowie Tomasza Manna. Babka Tomasza Elisabeth Mann (panieńskie Marty) mieszkała w Domu Buddenbrooków do grudnia 1890.

### Inni właściciele
Mannowie sprzedali dom w 1891. W 1894 nieruchomość nabyło miasto i rozpoczęło liczne przebudowy. W 1895 wyburzono budynki gospodarcze (domek ogrodowy i magazyn), by stworzyć miejsce pod budowę miejskiej hali targowej. W 1898 w budynku głównym urządzono czytelnię. W 1904 zburzono jedną ścianę, by mogła się tu wprowadzić loteria państwowa. W latach 1922–1929 w budynku mieściła się księgarnia Buddenbrooków.
W czasie nalotu brytyjskich sił powietrznych na lubeckie Stare Miasto w 1942 dom Buddenbrooków, podobnie jak dziesiątki innych budynków starówki, został prawie doszczętnie zburzony. Ostała się fasada oraz barokowa piwnica. W latach 1957–1958 dom został odbudowany z inicjatywy Banku Spółdzielczego. Renowację fasady przeprowadził Ludwig Schirrmeister. Nowy dom jest o 5 m krótszy od poprzedniego, ale przez to zbliżony wymiarami do wyburzonego w 1758 budynku średniowiecznego. Skrzydła wschodniego nie odbudowywano. Pierwsze piętro obniżono o 45 cm. Wnętrza nie odpowiadają oryginalnemu rozkładowi.

## Heinrich-und-Thomas-Mann-Zentrum
W 1991 hanzeatyckie miasto Lubeka, wspierane przez rząd federalny i lokalny oraz obywateli miasta, odkupiło Dom Buddenbrooków i przekształciło go w Centrum Henryka i Tomasza Mannów. W maju 1993 w 850-lecie powstania miasta Lubeki i w 90 lat po pierwszym wydaniu powieści Tomasza Manna pt. „Buddenbrookowie”, centrum zostało uroczyście otwarte w obecności ówczesnego prezydenta Niemiec Richarda von Weizsäckera.